# Hampreston
Hampreston är en by i civil parish Ferndown Town, i kommunen Dorset, i grevskapet Dorset i England. Byn är belägen 18 km från Blandford Forum. Byn nämndes i Domedagsboken (Domesday Book) år 1086, och kallades då Ham / a / e.